# Sam Light
Sam Light (nacido el 12 de enero de 1996 en Jonestown (Pensilvania), Estados Unidos, es un jugador de baloncesto profesional estadounidense que mide 1,83 metros y juega en la posición de base en el Araberri Basket Club. 

## Carrera deportiva
Es un base formado a caballo entre los Millersville Marauders (2014-15) en la NCAA y Lebanon Valley Flying Dutchmen (2015-18), de la División III y en su último año como universitario promedió 23 puntos, con un 47% en tiro lejano en 5 lanzamientos por choque, y un 87% desde el tiro libre. Completó sus números con 5 rebotes y 2 asistencias en 33 minutos de juego.
En agosto de 2018, el jugador firma por una temporada con el Araberri Basket Club para jugar en Liga LEB Oro, siendo su primera experiencia como profesional.

## Clubs
- Araberri Basket Club (2018-act.)

## Palmarés
- MVP en MAC Commonwealth Conference Tournament en 2018.
- Integrante del primer equipo de la NABC All-District Middle Atlantic en 2018.
- Miembro del primer equipo de la MAC Commonwealth Conference en dos ocasiones, en 2016 y en 2018.